# Jean Valjean
Jean Valjean é o protagonista do romance de Victor Hugo, Os Miseráveis, de 1862. A história retrata a luta de 19 anos do personagem para levar uma vida normal depois de cumprir uma pena de prisão por roubar pão para alimentar os filhos de sua irmã durante um período de depressão econômica e várias tentativas de escapar da prisão. Valjean também é conhecido no romance como Monsieur Madeleine, Ultime Fauchelevent, Monsieur Leblanc, e Urbain Fabre.
Valjean e o inspetor de polícia Javert, que encontra Valjean repetidamente e tenta prendê-lo novamente, tornaram-se arquétipos na cultura literária. No imaginário popular, o personagem de Jean Valjean passou a representar o próprio Hugo.

## Enredo do romance
Em liberdade condicional, Valjean recebe um passaporte amarelo com ordens de marcha para Pontarlier, onde será forçado a viver sob severas restrições. Este documento, muitas vezes chamado de "passeport jaune" (passaporte amarelo), o identifica para todos como um ex-presidiário e imediatamente marca Valjean como um pária onde quer que ele viaje. Sua vida muda quando o Bishop Myriel de Digne, de quem ele rouba talheres valiosos, diz à polícia que ele deu o tesouro a Valjean. Fora desse encontro, Valjean se torna um homem arrependido, honrado e digno. Ele se torna gentil, uma figura paterna dedicada a uma garota, Cosette, que perde a mãe, e um benfeitor para os necessitados. Embora um criminoso conhecido e em liberdade condicional, Valjean ainda cresce moralmente para representar os melhores traços da humanidade. Apesar de ser classificado como um pária criminoso, Valjean mantém a mais alta das virtudes e ética humanas.
Sua antítese, Javert, um policial dedicado e capaz, ocupa um lugar de honra na sociedade. A relação de Javert e Valjean se desenvolve como uma oposição binária entre lei e amor. Javert vê Valjean apenas como o condenado que ele já foi, e não o benfeitor da humanidade que ele se tornou. A luta de Javert contra essa dicotomia leva ao seu eventual suicídio.

## No romance

### Primeira Parte: Fantine
Depois de dedicar os capítulos iniciais do romance ao Bishop Myriel, um velho clérigo de bom coração da cidade de Digne, Hugo, sem nenhuma transição, inicia a história de Valjean. Ele é um homem estranho, que chega em uma noite de outubro em Digne, procura um lugar para passar a noite e é mandado embora. Por fim, é acolhido pelo bispo, que confia nele, lhe dá o jantar e lhe dá uma cama para passar a noite. Hugo então detalha o passado de Valjean. Ele nasceu em algum momento de 1769 em uma pequena cidade e ficou órfão quando criança. Ele se tornou um podador e ajudou a sustentar sua irmã viúva e seus sete filhos. No inverno de 1795, quando os recursos eram escassos, Valjean roubou um pão de um padeiro local quebrando a janela. Ele foi pego e preso por cinco anos no Bagne de Toulon, a prisão de Toulon. Ele tentou escapar quatro vezes, e cada vez sua sentença foi prolongada em três anos; ele também recebeu dois anos extras por resistir uma vez à recaptura durante sua segunda fuga. Depois de dezenove anos na prisão, ele foi libertado, mas por lei deve portar um passaporte amarelo que anuncia que ele é um ex-presidiário.
Durante a noite, ele acorda e rouba os talheres e os pratos de prata do bispo e foge. Ele é preso e levado de volta ao bispo. No entanto, o bispo adverte Valjean (na frente da polícia) por esquecer de levar também os castiçais de prata que ele havia dado a Valjean, lembrando Valjean de sua "promessa" de usar a prata para se tornar um homem honesto, alegando ter comprado o alma com ela, retirando-a do mal e entregando-a a Deus. Apesar das palavras do bispo, mais tarde é revelado que a polícia marcou o evento no registro permanente de Valjean.
Perplexo e sem entender o que o bispo está falando, Jean Valjean volta para as montanhas próximas e conhece um jovem trabalhador viajante de Savoy chamado Petit Gervais. Valjean coloca o pé em uma moeda que Petit Gervais deixa cair, depois se recusa a devolvê-la, apesar dos protestos de Gervais, e ameaça espancá-lo. Quando o menino foge do local e Valjean volta a si, lembrando-se do que o bispo lhe disse, ele se envergonha do que fez e procura o menino em vão.
Hugo apresenta Fantine e explica como ela foi abandonada pelo pai de sua filha. No final de 1815, Jean Valjean, agora usando o nome Madeleine, chega a Montreuil-sur-Mer. Ele revoluciona a manufatura da cidade e ganha uma fortuna, que gasta principalmente para o bem da cidade, pagando a manutenção (incluindo pessoal necessário) de leitos hospitalares, orfanatos e escolas. Ele é nomeado prefeito depois de recusar pela primeira vez. Ele recusa a oferta do rei de torná-lo um Cavaleiro da Legião de Honra.
Madeleine (Valjean) salva um velho chamado Fauchelevent da morte. Fauchelevent caiu debaixo de sua carroça quando seu cavalo caiu e quebrou duas das pernas. Madeleine se oferece para pagar quem puder levantar a carroça, mas ninguém quer arriscar sua vida sob a carroça. Madeleine empalidece, mas desce na lama e levanta a carroça de Fauchelevent. Javert, que presenciou a cena, conta a Madeleine que só conhecia um homem capaz de fazer tal façanha, e que era um condenado fazendo trabalhos forçados em Toulon. Como Fauchelevent já havia perdido seu negócio e agora tinha uma rótula quebrada, Madeleine (Valjean) arranja um emprego em um convento para Fauchelevent. Valjean também leva a carroça e o cavalo quebrados como desculpa para dar dinheiro a Fauchelevent.
Mais tarde, Javert prende Fantine, que se tornou uma prostituta, ao vê-la arranhar e tentar bater em um burguês chamado Bamatabois, que insultou Fantine e jogou neve em seu vestido enquanto ela andava de um lado para o outro tentando fazer negócios. Valjean foi informado do que havia acontecido e sabia que Bamatabois deveria ter sido preso e ordenado a libertação de Fantine. Javert sabia apenas o que tinha visto e ficou furioso com Valjean por interferir no trabalho da polícia. Quando Valjean ordena que Javert saia na frente do esquadrão de Javert, Javert sai e denuncia "Madeleine" ao prefeito de polícia de Paris, dizendo que suspeita que Madeleine seja Valjean. Javert é informado de que ele deve estar incorreto porque o "verdadeiro" Jean Valjean (que na realidade é Champmathieu) acabara de ser encontrado.
Valjean leva Fantine ao hospital local (que fica ao lado da casa do prefeito) e cuida dela. Ele fica sabendo de Cosette, filha de Fantine, e tenta pagar os Thénardiers (que estão abusando de Cosette).
Javert então pede desculpas a "M. Madeleine", e diz a ele que o "verdadeiro" Jean Valjean foi encontrado e deve ser julgado no dia seguinte. Javert também pede que ele seja demitido em desgraça por Valjean de seu trabalho por agir incorretamente por vingança, dizendo que, como ele foi duro com os outros, ele não poderia ser menos duro consigo mesmo, mas depois que Valjean se recusa repetidamente, Javert diz que continuará agindo. como chefe de polícia até que um substituto possa ser encontrado.
É só aqui que o romance finalmente revela que Madeleine é Valjean, um fato que foi fortemente prenunciado antes.

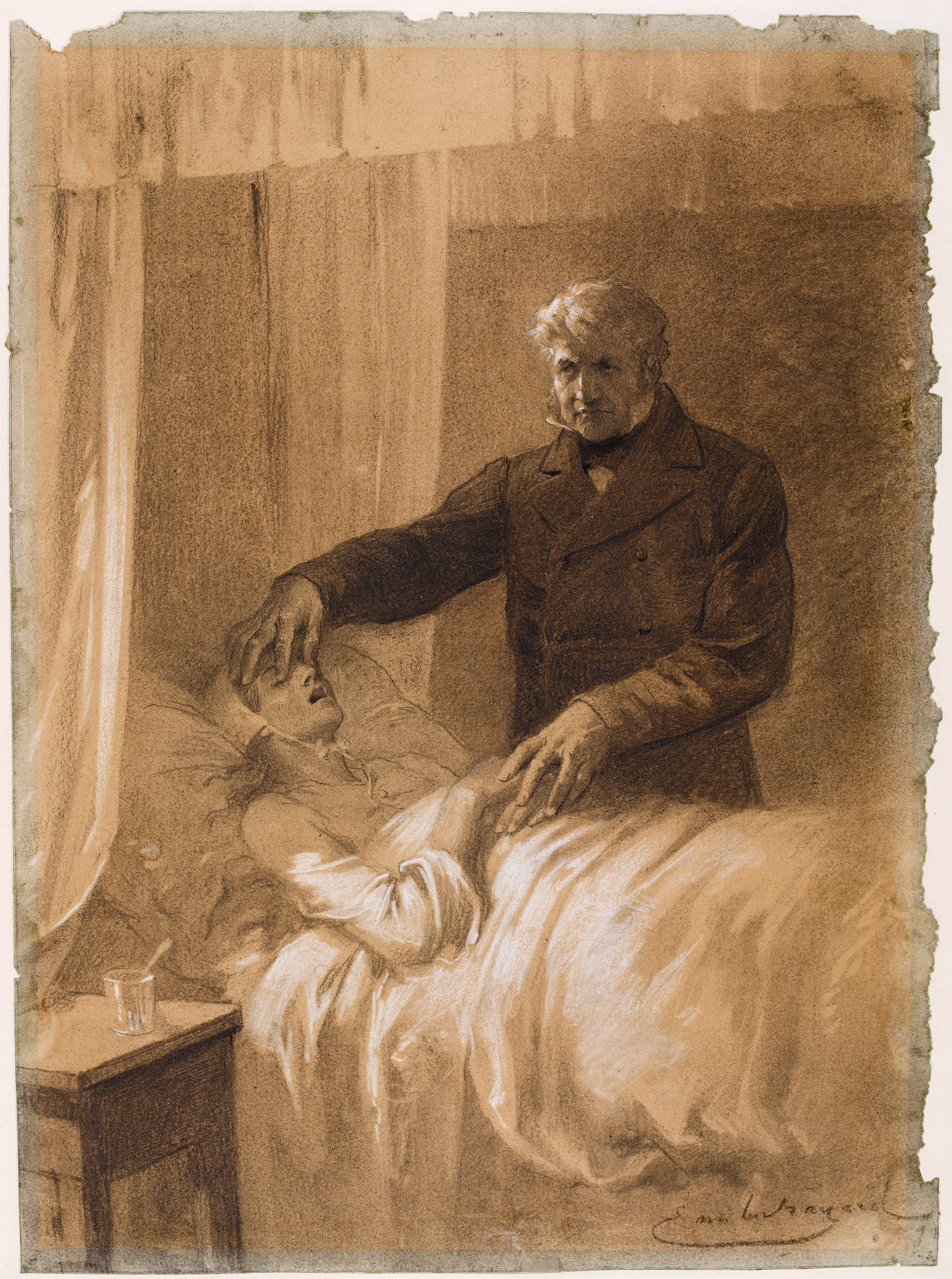
A morte de Fantine; Valjean (como Monsieur Madeleine) fecha os olhos.

Naquela noite, Valjean tem uma luta terrível dentro de si, mas finalmente decide ir ao julgamento e revelar sua identidade para libertar Champmathieu (pois, se ele se entregasse, quem cuidaria de Fantine ou resgataria Cosette?). Ele dá suas provas e prova que ele é o verdadeiro Jean Valjean, mas ninguém quer prendê-lo, então Valjean diz que eles sabem onde encontrá-lo e ele retorna a Montreuil-sur-Mer. O juiz no julgamento, embora bastante impressionado com o trabalho e a reputação de M. Madeleine, fica chocado que Valjean, ao mencionar uma data que outro condenado tatuou em si mesmo (para provar que M. Madeleine era na verdade Jean Valjean) chamou Napoleão Bonaparte de "o Imperador" em vez de "Bonaparte" e ordena que Valjean seja preso por roubar Petit Gervais. Javert vem prendê-lo no dia seguinte enquanto Valjean está no quarto de Fantine. Valjean pede três dias para pegar Cosette de Montfermeil e entregá-la a Fantine antes que ele seja preso e Javert se recusa, dizendo que seria muito fácil para Valjean escapar. Fantine (a quem os médicos disseram que Valjean, que estava no julgamento, estava pegando sua filha) ficou chocada ao descobrir que sua filha já não estava lá e que seu salvador estava sendo preso, e morreu de choque. (seu corpo estava muito enfraquecido por suas más condições de vida e longa doença, provavelmente tuberculose).
Valjean permite que Javert o prenda, mas escapa rapidamente. É sugerido que Valjean escapou com a ajuda de um arquivo escondido em uma moeda, um item que ele mais tarde provou possuir. Valjean volta para sua casa para arrumar suas roupas e se esconde atrás da porta quando Javert vem procurá-lo. A irmã Simplice, uma das freiras do hospital, que tinha fama de nunca ter contado uma mentira na vida, mentiu duas vezes para Javert que não havia ninguém além dela para proteger Valjean. Javert acreditou nela e foi embora, dando a Valjean a oportunidade de escapar da cidade.

### Segunda Parte: Cosette
Um pequeno capítulo, composto principalmente por dois artigos de jornal, informa ao leitor que Jean Valjean foi preso novamente ao entrar na diligência para Montfermeil (a caminho de buscar a filha de oito anos de Fantine, Cosette, a quem ele havia prometido para resgatar). Em julho de 1823, foi condenado à morte pelo roubo de 40 soldos e pela fuga da prisão de Montreuil-sur-Mer, pois o promotor alega que Valjean fazia parte de uma gangue de ladrões de rua e este se recusa a se defender. Sua sentença foi graciosamente reduzida pelo rei a apenas prisão perpétua em vez de morte. Antes de ser capturado, Jean Valjean já havia viajado perto de Montfermeil e enterrado todo o dinheiro que economizou como M. Madeleine - um capítulo fala de um trabalhador em Montfermeil, um ex-presidiário de Toulon, que afirma ter visto, de acordo com um local conto de fadas, o diabo enterrando seu tesouro na floresta. Nenhuma explicação adicional é dada sobre por que, tendo enterrado seu dinheiro perto de Montfermeil, Valjean viajou de volta a Paris e depois tentou viajar de volta a Montfermeil.
Valjean recebeu um novo número de 9430, mas escapa de um veleiro após apenas alguns meses de prisão, em 16 de novembro de 1823, aparentemente caindo no mar após um ousado resgate de um marinheiro que ficou preso em uma situação perigosa no alto no aparelhamento do navio. Depois disso, ele é oficialmente dado como morto.
Valjean vai para Montfermeil, onde encontra Cosette sozinho na floresta na Véspera de Natal de 1823. Ele a acompanha de volta à pousada; e assiste naquela noite como os Thénardiers a maltratam muito. Ele vê as filhas dos Thénardiers, Éponine e Azelma, agindo maldosamente com ela, denunciando-a para sua mãe quando ela tenta brincar com a boneca delas temporariamente abandonada. Depois de ver isso, Valjean sai brevemente da pousada e retorna com uma linda boneca nova para dar a Cosette, que ela aceita alegremente. Isso faz com que a Sra. Thénardier fique furiosa com Valjean, ofendida por ele fazer tal coisa por Cosette em vez de suas próprias filhas. M. Thénardier diz a ela que Valjean pode fazer o que quiser, desde que pague. Naquela noite, a Sra. Thénardier insiste que Cosette será jogada na rua no dia seguinte.
Na manhã seguinte, Dia de Natal, Valjean se oferece para levar Cosette com ele. Mme. Thénardier aceita imediatamente, mas M. Thénardier pechincha por uma compensação e recebe 1.500 francos no final. Valjean leva Cosette com ele. Só agora o livro confirma que o homem misterioso que Cosette conheceu é na verdade Jean Valjean. M. Thénardier logo fica triste por ter vendido Cosette por um preço muito baixo e corre atrás deles. Quando M. Thénardier exige mais dinheiro, Valjean lhe entrega a nota que Fantine assinou antes de morrer, dizendo que o portador da nota estava autorizado a levar Cosette. M. Thénardier tenta continuar seguindo Valjean, mas logo volta assustado para a pousada.
Valjean leva Cosette para Paris, onde moram no nº 50-52 do Boulevard de l'Hôpital, na chamada "Casebre Gorbeau". Eles não podem viver com calma por muito tempo - na primavera de 1824, Javert, que foi promovido à polícia em Paris, encontra o casebre. Ele ouviu falar de um "sequestro" de Montfermeil e se lembra do pedido de três dias de Valjean. Ele também ouviu falar de um homem, mal vestido, que dá dinheiro a outras pessoas pobres, o "mendigo que dá esmolas", que tinha uma neta com ele e que se ouviu dizer que ela veio de Montfermeil. Javert se disfarça, descobre que é Jean Valjean e faz planos para prendê-lo.
Valjean reconhece Javert e, levando Cosette, sai do casebre e vai embora. Eles mal conseguem fugir de Javert, que permitiu que Valjean saísse de casa, acreditando que Valjean o levaria para conhecer outros criminosos. Valjean conseguiu roubar uma corda de um poste de luz, escalar uma parede para um convento e puxar Cosette atrás dele. Eles então desceram um telhado de galpão em um jardim. descobriu-se que este era o convento onde Fauchelevent trabalhava, que queria retribuir o favor e salvar a vida de Valjean desta vez. Depois de quase enterrar Valjean vivo em um esquema para tirá-lo do convento para que ele pudesse voltar abertamente para o convento, Fauchelevent conseguiu trazer seu "irmão" Ultime) Fauchelevent (o nome real do falecido irmão de Fauchelevent). Cosette foi admitida na escola do convento.

### Terceira parte: Marius
Durante toda essa parte, Valjean e Cosette não são nomeados, pois a ação é vista do ponto de vista de Marius Pontmercy. Eles são descritos apenas como pai e filha, que Marius observa em suas caminhadas diárias no Jardim de Luxemburgo. Ele os ignora no início, mas depois ele e Cosette se apaixonam. Marius persegue os dois até que Valjean é alertado de que alguém os está perseguindo e se muda de sua casa na Rue de l'Ouest (hoje Rue d'Assas).
Eles se reencontram por pura sorte, seis meses depois: Valjean é conhecido por sua generosidade. Como "o homem generoso da igreja de St-Étienne", Thénardier, vizinho de Marius, pede caridade. Ele reconhece Valjean e decide construir uma armadilha para ele. Marius, ouvindo os planos, denuncia a trama à polícia, infelizmente encontrando Javert. Valjean entra direto na armadilha e tenta escapar de Thénardier assim que percebe isso. Thénardier força Valjean a escrever uma carta para Cosette, instruindo-a a vir com o portador. Valjean, no entanto, dá a Thénardier um nome e endereço falsos e consegue se libertar das cordas que o amarram com a ajuda de um arquivo escondido em uma moeda, que é encontrada depois. Ele repreende a gangue por pensar que eles poderiam forçá-lo a dizer algo que ele não quer contar e queima seu próprio antebraço esquerdo com o atiçador que Thénardier usou para ameaçá-lo antes de se render à gangue. É nesse momento que Javert entra em cena. Valjean consegue escapar antes que este o reconheça.

### Quarta Parte: O Idílio da Rua Plumet e a Epopeia da Rua de St. Denis
Só agora se revela a vida de Valjean e Cosette nos últimos anos: viveram no convento até a morte de Fauchelevent e partiram em 1829; Cosette tem quatorze anos. Valjean compra três casas (para ter sempre para onde fugir) na Rue de l'Ouest (hoje Rue D'Assas), Rue Plumet (hoje Rue Oudinot) e n.º 7 Rue de l'Homme-Armé (hoje Rue 40, rue des Archives), morando principalmente na Rue Plumet.
Valjean não sabe que Cosette retribui o amor de Marius e não entende por que Cosette parece menos apegada a "seu avô" do que antes. Ele está feliz em ver que a marca que ele sofreu durante o ataque faz com que ela se preocupe e cuide mais dele. Durante uma de suas caminhadas, eles testemunham a passagem de condenados sendo levada do sul de Paris. O evento deixa uma impressão profunda em Cosette e deixa Valjean ainda mais determinado a impedir que ela descubra sobre seu passado.
Marius, através de Éponine, encontra Cosette, invade sua casa, deixa uma carta de amor para ela encontrar e uma noite pula o portão e a surpreende no jardim. Eles começam a se encontrar todas as noites para olhar nos olhos um do outro. Mas também é Éponine, ciumenta, quem joga a Valjean um bilhete anônimo, dizendo-lhe para se mudar. Valjean, sentindo-se ameaçado desde o incidente com Thénardier e por acreditar que havia um homem escondido em seu jardim, decide se mudar para a Inglaterra. Ele leva Cosette para a casa da Rue de l'Homme-Armé. Isso acontece durante os primeiros dias de junho de 1832.
É só lá que ele descobre o amor de Cosette por Marius quando um menino (Gavroche) entrega uma carta de Marius para Cosette, que menciona que Marius está na barricada e morrerá como prometeu a ela, já que ela partiu sem um endereço de encaminhamento. Valjean tem outra longa luta interior, primeiro sentindo alívio pela morte certa de Marius, depois culpa por seu antigo sentimento. Ele se junta à rebelião sem uma decisão real sobre suas ações a seguir.

### Quinta Parte: Jean Valjean

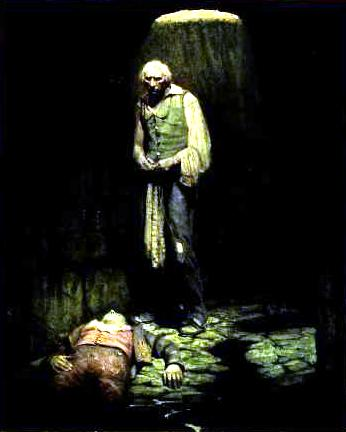
Valjean resgata Marius pelos esgotos. Ilustração por Mead Schaeffer

Valjean faz participa da insurreição e mostra-se um excelente atirador. Para agradecê-lo, Enjolras, o líder da barricada, oferece qualquer coisa que ele quiser. Valjean pede permissão para matar Javert, que foi capturado como espião. O pedido é concedido e Valjean leva Javert fora de vista para matá-lo, mas em vez de executá-lo, o liberta, embora Javert avise que ele ainda será obrigado a prender Valjean. Valjean concorda e dá a Javert seu endereço. Depois que Valjean liberta Javert, os combatentes nas barricadas são todos mortos, com exceção de Marius, que Valjean carrega em segurança por quilômetros de esgotos parisienses. Valjean encontra a saída de esgoto para Grand-Caillou trancada. Thénardier está lá e tem a chave. Ele oferece a Valjean a chave em troca de pagamento, acreditando que Valjean havia matado Marius por seu dinheiro. Valjean dá os poucos soldos que tem a Thénardier, abre o portão do esgoto e encontra Javert, agora de volta ao dever e em busca de Thénardier. Valjean pede que Javert o ajude a levar Marius para um local seguro e Javert chama sua carruagem. Valjean pede permissão para voltar para casa para se despedir de Cosette e Javert concorda, dizendo que vai esperar na frente da casa. Enquanto ele sobe as escadas, Valjean olha pela janela e percebe que Javert se foi. Javert confronta sua vida passada em busca de um criminoso que demonstrou um senso de justiça além daquele que Javert defendeu toda a sua vida. Incapaz de aceitar isso, ele comete suicídio.

Depois de se recuperar de seus ferimentos, Marius recebe permissão de seu avô para se casar com Cosette e eles se casam. No dia seguinte ao casamento, Valjean revela a Marius que é um ex-presidiário. Marius, horrorizado, assume o pior sobre o caráter de Valjean e começa a empurrá-lo para fora da vida de Cosette. Depois disso, as visitas anteriormente habituais de Valjean a Cosette na casa do avô de Marius tornam-se cada vez mais curtas, até que ele deixa de visitar, tendo ficado acamado com perda de vontade de viver. Algum tempo depois de parar de vir, Thénardier visita Marius e afirma que Valjean é um assassino e mostra a Marius vários artigos de jornal para provar isso. Marius vê através do disfarce de Thénardier e, na tentativa de mostrar a Marius algo que ele ainda não sabe, Thénardier mostra recortes de jornais provando que M. Madeleine e Jean Valjean são a mesma pessoa, e que Javert cometeu suicídio. Marius é então informado de que Valjean era o homem que havia "assassinado" um dos parentes de Marius, carregando o corpo pelos esgotos em 6 de junho. Percebendo que Thénardier tinha visto Valjean salvando-o, Marius corre com Cosette para os aposentos de Valjean. Infelizmente, eles chegam tarde demais e descobrem que Valjean está morrendo. Valjean faz as pazes com Marius, com quem mantinha relações incômodas, e conta a Cosette o nome de sua mãe, Fantine. Morre contente, sob a luz dos castiçais do Bispo, e consta que um anjo espera para levar sua alma ao céu. Ele é enterrado em uma cova anônima, por seu pedido, após a morte. Uma pessoa desconhecida escreve a lápis estas quatro linhas na lápide:
Il dort. Quoique le sort fût pour lui bien étrange,

Il vivait. Il mourut quand il n'eut plus son ange;

La chose simplement d'elle-même arriva,

Comme la nuit se fait lorsque le jour s'en va.
Tradução:

Dorme. Viveu na terra em luta contra a sorte

Malseu anjo voou, pediu refúgio à morte

O caso aconteceu por essa leisombria

Que faz que a noite chegue, apenas foge o dia!

## Fontes de Hugo

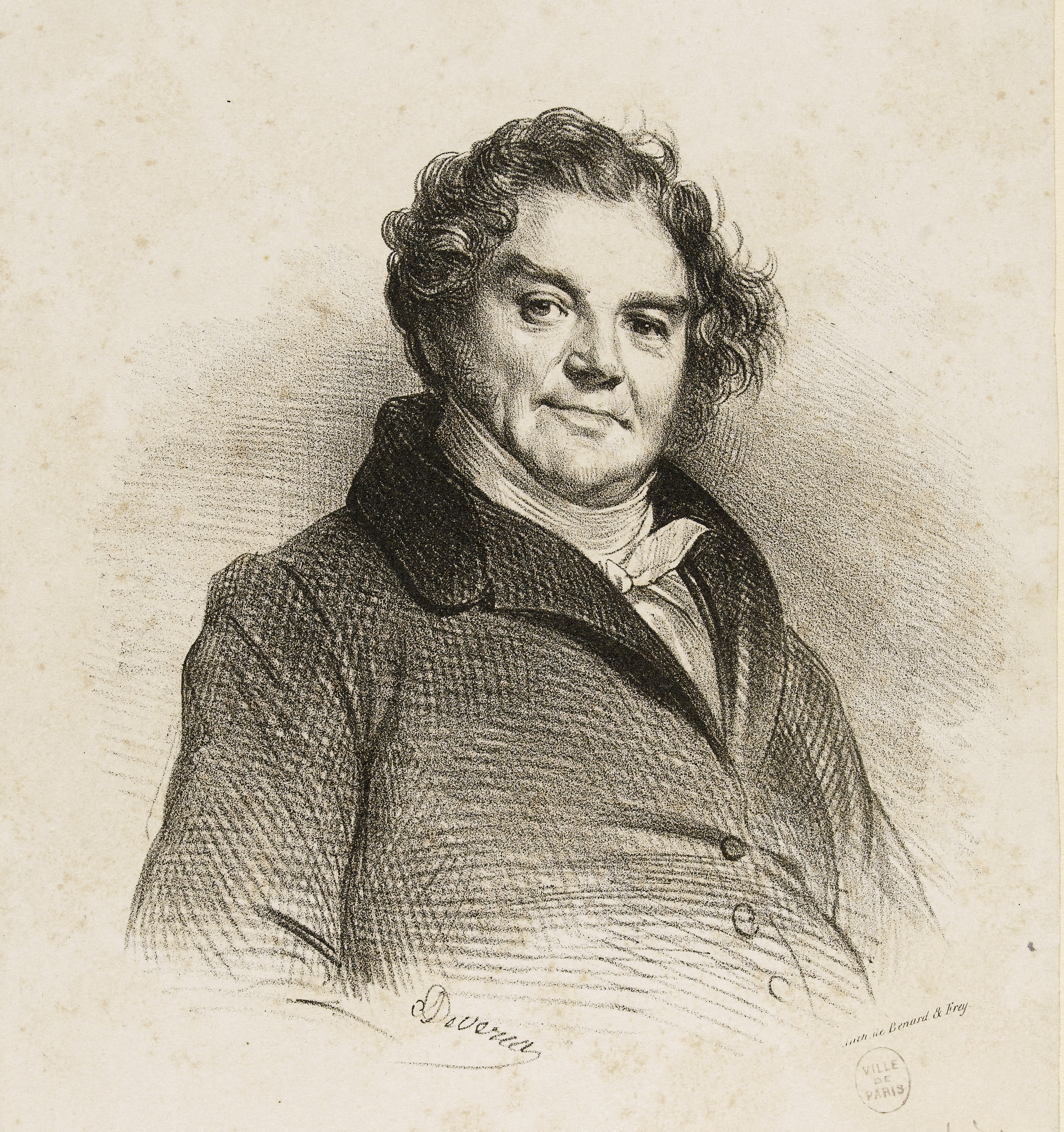
Eugene Vidocq, cuja carreira serviu de modelo para o personagem de Jean Valjean

## No musical

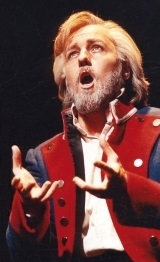
John Owen-Jones como Jean Valjean